# Neoseiulus dungeri
Neoseiulus dungeri är en spindeldjursart som först beskrevs av Wolfgang Karg 1977.  Neoseiulus dungeri ingår i släktet Neoseiulus och familjen Phytoseiidae. Inga underarter finns listade i Catalogue of Life.